# 9315 Weigel
9315 Weigel (1988 PP2) là một tiểu hành tinh vành đai chính được phát hiện ngày 13 tháng 8 năm 1988 bởi F. Borngen ở Tautenburg.